# Myzus isodonis
Myzus isodonis är en insektsart. Myzus isodonis ingår i släktet Myzus och familjen långrörsbladlöss. Inga underarter finns listade i Catalogue of Life.